# This is the ヤガ祭り
『This is the ヤガ祭り』（ディス・イズ・ザ・ヤガまつり）は八神純子のライブのタイトル及び2018年4月25日にリリースされた2枚組ライブ・アルバムのタイトル。発売元はGT music / Sony Music Direct (Japan)。

## 概要
「ヤガ祭り」とは、1978年のデビューから40年ものキャリアを築いた八神が ″いま歌いたい曲を歌いたいだけ歌う″ というコンセプトのもと、2017年1月に東京都渋谷区にあるオーチャードホールで開催された一夜限りのスペシャルライブである。このライブはこれまでの活動の集大成とも言えるものとなり、公演時間はトータルで3時間45分にも及んだ。その中でもデビュー間もない頃の楽曲を集め、大いに話題となった約25分におよぶメドレーは、一夜のステージのためだけにアレンジされた特別なものだっただけに、会場に足を運んだファンは勿論のこと、会場に来られなかったファンからも「もう一度聴きたい」との声が多数届けられたという。
本作は「ヤガ祭り」の模様を2枚のCDに編集し収録している。「みずいろの雨」「パープルタウン 〜You Oughta Know By Now〜」などの代表曲のほか、近年の楽曲や、デビュー間もない頃の楽曲を集めた約25分に及ぶ「ヤガ祭り2017メドレー」も収録している。以降「ヤガ祭り」は、新型コロナウイルスの感染拡大状況などを考慮し公演が延期となった年もあったが、それ以外はほぼ毎年開催され、ファンの間で欠かせないイベントとなっている。
八神のファンクラブ″Key of J″会員限定特典として、購入者に先着でロゴ入りミニ今治タオルとCDサイズのサインカードが贈られた。
このアルバムと同日に『There you are』のアナログ盤も発売された。

## 収録曲

### CD
| #         | タイトル                 | 作詞     | 作曲・編曲 | 時間  |
| --------- | ------------------------ | -------- | ---------- | ----- |
| 1.        | 「ヤガ祭り」             |          |            | 2:24  |
| 2.        | 「Twenty-four seven」    |          |            | 4:54  |
| 3.        | 「翼があるなら」         |          |            | 4:28  |
| 4.        | 「ポーラー・スター」     | 八神純子 |            | 3:50  |
| 5.        | 「思い出は美しすぎて」   |          |            | 2:54  |
| 6.        | 「想い出のスクリーン」   |          |            | 3:32  |
| 7.        | 「ヤガ祭り2017メドレー」 |          |            | 24:38 |
| 8.        | 「初めての愛」           |          |            | 5:07  |
| 9.        | 「1年と10秒の交換」      |          |            | 6:03  |
| 10.       | 「約束」                 |          |            | 6:51  |
| 11.       | 「Kissがいいの」         |          |            | 5:27  |
| 12.       | 「Mellow Café」          |          |            | 6:01  |
| 合計時間: | 合計時間:                | 76:09    |            |       |

| #         | タイトル                                     | 作詞  | 作曲・編曲 | 時間 |
| --------- | -------------------------------------------- | ----- | ---------- | ---- |
| 1.        | 「生きるから」                               |       |            | 4:36 |
| 2.        | 「夢中」                                     |       |            | 4:53 |
| 3.        | 「野生の夏が来る!!」                         |       |            | 5:01 |
| 4.        | 「出発点」                                   |       |            | 4:32 |
| 5.        | 「月に書いたラブレター」                     |       |            | 5:30 |
| 6.        | 「みずいろの雨」                             |       |            | 2:59 |
| 7.        | 「Mr.ブルー ～私の地球～」                   |       |            | 3:39 |
| 8.        | 「濡れたテラス」                             |       |            | 4:05 |
| 9.        | 「パープル タウン ～You Oughta Know By Now」 |       |            | 4:18 |
| 10.       | 「Take a chance」                            |       |            | 6:00 |
| 11.       | 「Rising」                                   |       |            | 5:24 |
| 12.       | 「明日の風」                                 |       |            | 7:05 |
| 13.       | 「歌が呼んでる」                             |       |            | 5:42 |
| 14.       | 「There you are」                            |       |            | 5:30 |
| 15.       | 「TWO NOTES SAMBA」                          |       |            | 5:00 |
| 16.       | 「ヤガ祭り」(Studio version)                 |       |            | 3:17 |
| 合計時間: | 合計時間:                                    | 77:31 |            |      |